# Dada Masilo
Dada Masilo (née le 21 février 1985 à Soweto, en Afrique du Sud) et morte le 29 décembre 2024) est une danseuse et chorégraphe sud-africaine, connue pour ses interprétations uniques et innovantes de ballets classiques. Elle s’est produite avec succès dans de nombreux pays.

## Biographie

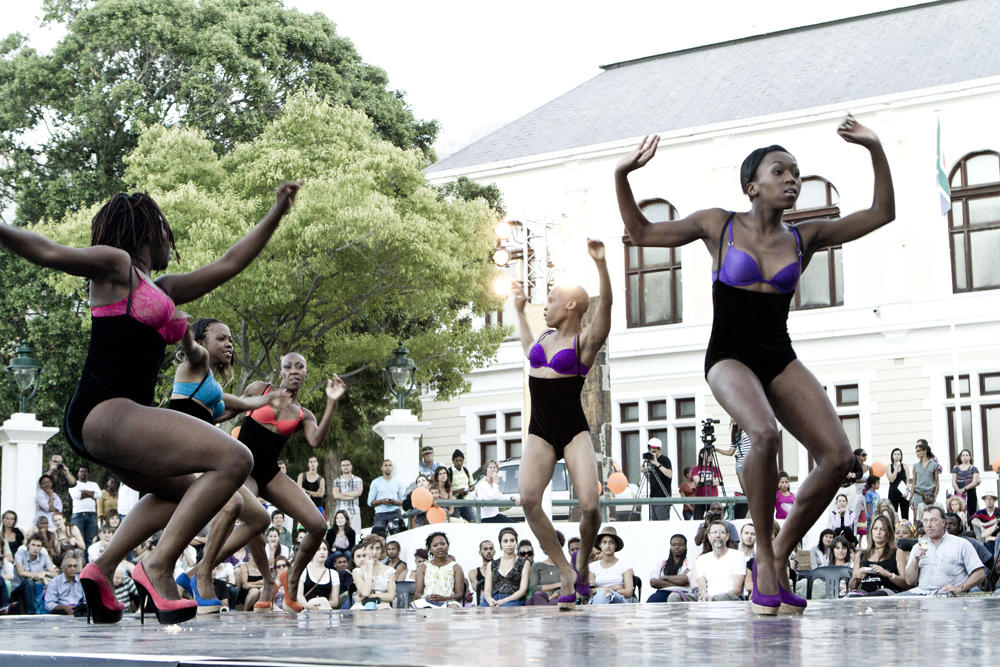
Spectacle Death & Maidens (La mort et les jeunes filles), festival Infecting the City 2012, Le Cap.

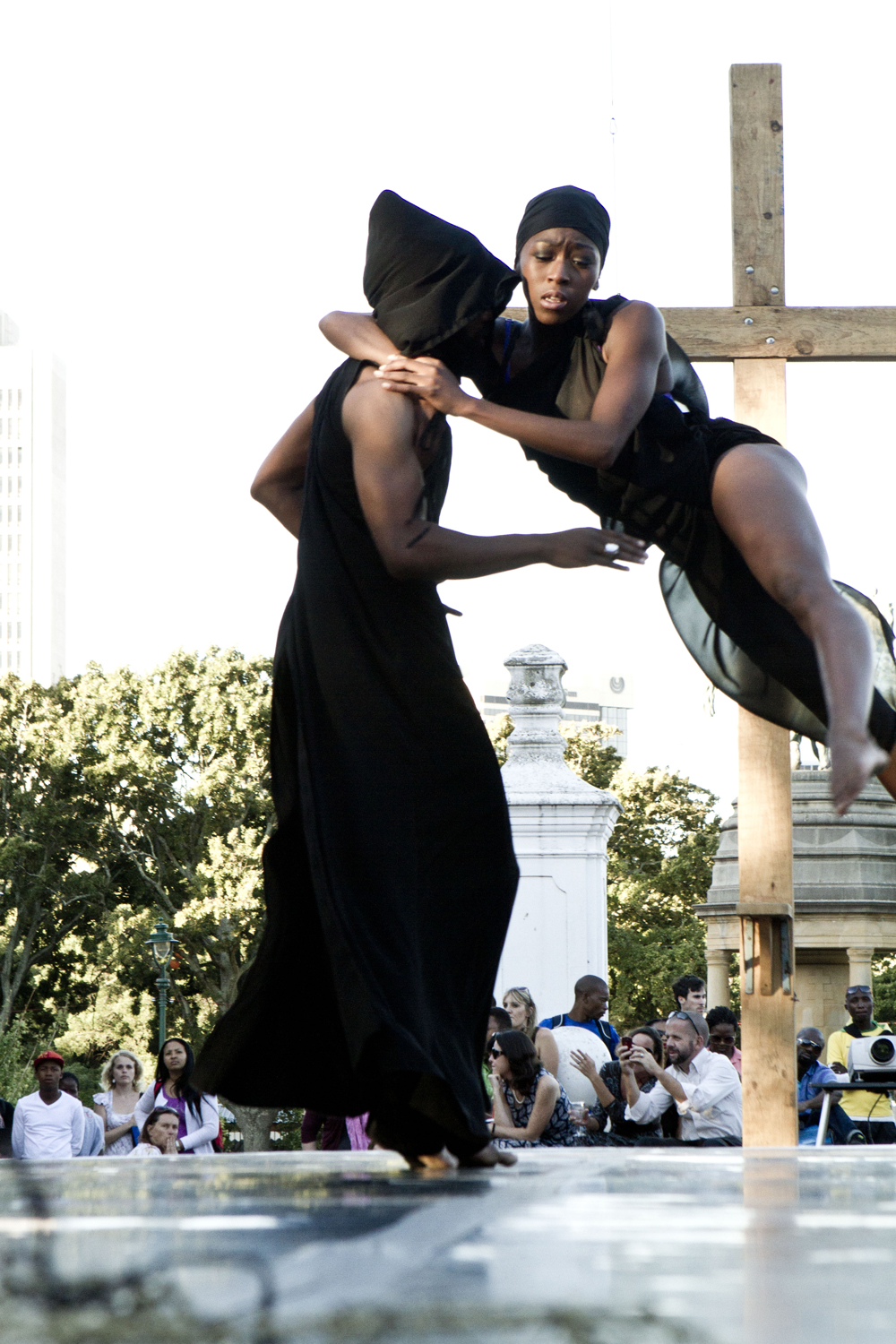
Death & Maidens (La mort et les jeunes filles), Infecting the City 2012.

Dada Masilo est née en 1985 et a grandi dans le township de Soweto. Elle a été formée en danse classique et en danse contemporaine, notamment au Braamfontein's National School for the Arts. Elle passe également par la Dance Factory de Johannesburg et l'école de danse contemporaine de la chorégraphe Anne Teresa De Keersmaeker, la Performing Arts Research and Training Studios (PARTS), à Bruxelles. Puis elle retourne en Afrique du Sud. Elle fusionne ces techniques ainsi acquises avec des pas de danse africaines dans un style très personnel. « Les pieds nus frappent le sol comme dans le gumboot, les hanches tournent, on crie des youyous pour rythmer la danse, les ensembles alternent avec les solos, dessinant la solitude de l'individu face à la société […]. En une heure, on rit beaucoup, on pleure aussi », écrit ainsi Ariane Bavelier en 2012 de sa réinterprétation du Lac des cygnes de Piotr Ilitch Tchaïkovski. En 2008, elle crée sa compagnie puis elle rechorégraphie des pièces qui vont marquer son parcours artistique, dont Roméo et Juliette en 2008, Carmen en 2009, et Le Lac des cygnes en 2010 (dans une version « électrique », gay et afro-contemporaine).
Même si elle est plus intéressée par ses créations artistiques que par des déclarations politiques, ses pièces abordent, avec énergie et humour, des thèmes sensibles comme l'homosexualité, les relations interraciales, le sida, les mariages forcés, etc.  « Elle déconstruit les formes classiques dans un grand éclat de rire, mais questionne sérieusement les préjugés pour faire sensiblement bouger les lignes. »
Elle meurt le 29 décembre 2024 à 39 ans,.

## Récompenses et distinctions
- 2024 : prix Positano Leonide Massine (it) pour l’ensemble de sa carrière[1]